# 大石駅 (広州市)
大石駅（だいせき-えき）は、中華人民共和国広東省広州市番禺区に位置する広州地下鉄3号線の駅である。

## 駅構造
- 島式ホーム1面2線の地下駅。

## 駅周辺
- 植村
- 禮村
- 新月明珠花園
- 星河湾
- 広地花園

## 歴史
- 2006年12月30日 - 開業。

## 隣の駅
■広州地下鉄3号線
廈滘駅 - 大石駅 - 漢渓長隆駅